# Аккулински район
Аккулински район (на казахски: Аққулы ауданы; до 4 август 2018 г. – Лебяжински район) е съставна част на Павлодарска област, Казахстан, с обща площ 8016 км2 и население 12 071 души (по приблизителна оценка към 1 януари 2020 г.).
Административен център е Акку.